# سفارت سوئد در توکیو
سفارت سوئد در توکیو (به لاتین: Embassy of Sweden) یک سفارت در ژاپن است که در میناتو-کو، توکیو واقع شده‌است.